# Eunidia aureicollis
Eunidia aureicollis là một loài bọ cánh cứng trong họ Cerambycidae.